# سرو تایوانی
سرو تایوانی (نام علمی: Chamaecyparis taiwanensis) نام یک گونه از سرده شبه‌سرو است.